# Kwanzaa
O Kwanzaa é uma celebração afro-estadunidense que tem início no dia 26 de Dezembro e fim em 1 de Janeiro de cada ano. É comemorada principalmente nos Estados Unidos.

## Objetivos
O Kwanzaa envolve a reflexão sobre sete princípios básicos: a valorização da comunidade, das crianças e da Vida. Esta celebração está a espalhar-se lentamente pelos Estados Unidos, Canadá, Inglaterra e Caraíbas e já se podem enviar postais a desejar “Feliz Kwanzaa”. Esta palavra significa "o primeiro, no início" ou, ainda, "os primeiros frutos", e pertence a tradições muito antigas das celebrações das colheitas na África. E foi ela a escolhida para representar esta celebração foi criada por Maulana Karenga(en) e celebrada entre 1966 e 1967.

## Celebração e Rituais
Toda a celebração e os rituais da Kwanzaa foram concebidos após as famosas e terríveis revoltas de Watts, em 1966. Ele buscou em remotas tradições africanas valores que fossem cultivados pelos afro-americanos naqueles terríveis dias de lutas pelos direitos civis, de assassinatos de seus principais líderes e que, não sendo religiosos, pudessem atrair - como atraíram - todas as igrejas de todas as comunidades negras em todo o país e, no futuro, pelo mundo fora. Karenga organizou a Kwanzaa em torno de 5 actividades fundamentais, comuns às celebrações africanas da colheita das primeiras frutas: 
- a reunião da família, de amigos e da comunidade;
- a reverência ao criador e à criação, destacadamente a acção de graças e a reafirmação dos compromissos de respeitar o ambiente e "curar" o mundo;
- a comemoração do passado honrando os antepassados, pelo aprendizado de suas lições e seguindo os exemplos das realizações da história;
- a renovação dos compromissos com os ideais culturais mais altos da comunidade como a verdade, justiça, respeito às pessoas e à natureza, o cuidado com os vulneráveis e respeito aos anciões;
- a celebração do "Bem da Vida" que é um conjunto de luta, realização, família, comunidade e cultura.

Karenga diz que "a Kwanzaa é celebrada através de rituais, diálogos, narrativas, poesia, dança, canto, batucada e outras festividades". Estas actividades devem demonstrar os sete princípios, Nguzo Saba em suaíli: 
- umoja (unidade);
- kujichagulia (autodeterminação);
- ujima (trabalho coletivo e responsabilidade);
- ujamaa (economia cooperativa);
- nia (propósito);
- kuumba (criatividade);
- imani (fé).

A cada dia uma vela de cor diferente deve ser acesa num altar onde são colocadas frutas frescas, uma espiga de milho por cada criança que houver na casa. Depois de acesa a vela, todos bebem de uma taça comum em reverência aos antepassados, e saúdam com a exclamação “Harambee”, que tanto significa "reúnam todas as coisas" como "vamos fazer juntos". A grande festa é a de 1 de janeiro, quando há muita comida, muita alegria e onde cada criança deve ganhar três presentes que devem ser modestos: um livro, um objecto simbólico e um brinquedo.

## Significados

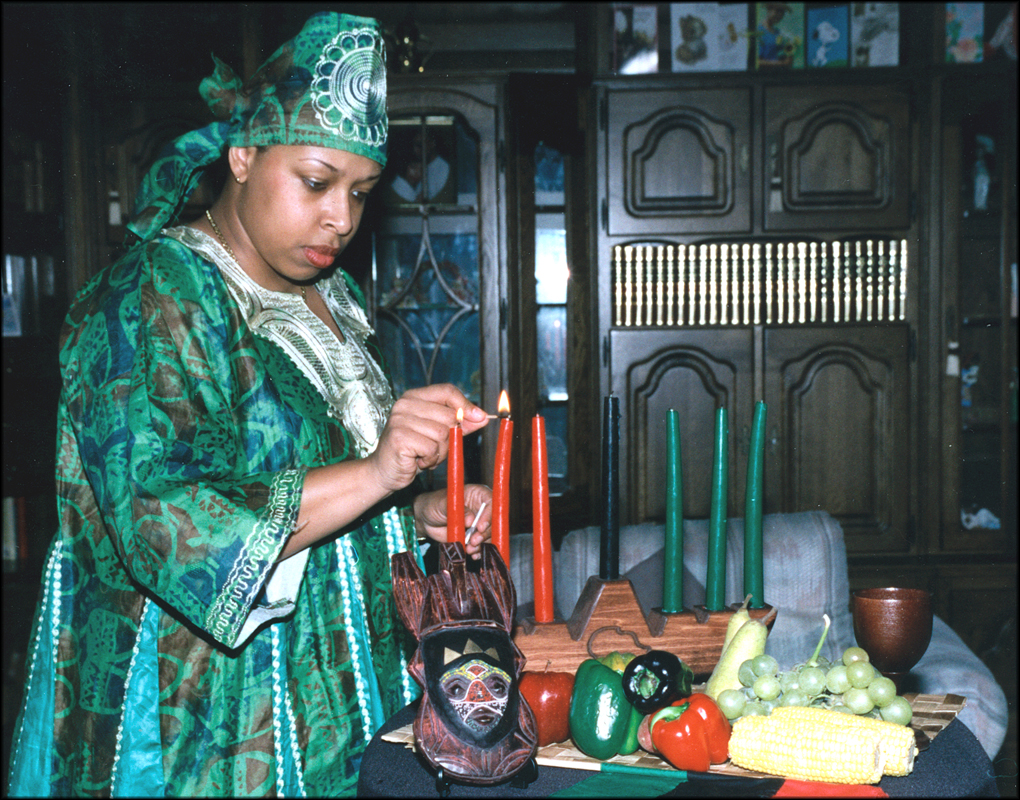
Mulher demonstrando ritual Kwanzaa, acendendo uma vela no Kinara

Palavra africana derivada da frase kiswahili "matunda ya kwanza". Na África tradicional Kwanzaa representa as primeiras colheitas; na América do Norte e Caraíbas os participantes dessa festa são afrodescendentes. 

## Brasil
Algumas instituições passaram a dar o nome de Kwanzaa às festividades do "Dia Nacional da Consciência Negra", comemorado a 20 de novembro. Nesse dia os afro-brasileiros expõe sua cultura através de dança, culinária, artesanato e palestra, prestando, ainda, uma homenagem a Zumbi dos Palmares um líder quilombola. Em São Paulo capital, o evento costuma acontecer em pontos centralizados tais como Praça da República e Vale do Anhangabaú. Entretanto, essa comemoração tem pouco a ver com a celebração da Kwanzaa como ela foi originalmente concebida nos Estados Unidos.